# Marcy Lafferty
Marcy Lafferty (* 21. Juni 1946 in Galveston, Texas), auch Lafferty Shatner, ist eine US-amerikanische Schauspielerin und Theaterautorin.

## Leben und Karriere
Lafferty wurde als Tochter des Regisseurs, Produzenten und Schauspielers Perry Lafferty geboren. Sie lernte Ballett am American Ballet Theatre. Ersten Schauspielunterricht erhielt sie von ihrer Mutter, einer Schauspielerin beim Rundfunk. Professionellen Schauspielunterricht hatte sie später bei der renommierten Schauspiellehrerin Stella Adler.
Sie studierte an der University of Southern California. Dort war sie Mitglied des Festival Theatre USC USA, welches das erste amerikanische Theaterensemble war, das am Edinburgh International Drama Festival teilnahm. Sie trat am Festival Theatre als Abigail in Hexenjagd, Lois in Dear Friends, Katherine in Plötzlich im letzten Sommer, Elise und Maggie in Nach dem Sündenfall (After the Fall) von Arthur Miller und als Sängerin und Tänzerin in den Musicals Guys and Dolls und Pal Joey auf. Im Rahmen ihrer dortigen Theaterarbeit begegnete sie dem Regisseur John Edward Blankenchip, welcher 30 Jahre später an der Umsetzung von Vivien Leigh — The Last Press Conference für das Theater beteiligt war. Im September 2009 gehörte sie auch zu den Gastrednern der Gedenkfeier für den im April 2009 verstorbenen Blankenchip.
Lafferty war in über 60 Stücken international zu sehen. Dazu gehörten unter anderem 1978 Otherwise Engaged von Simon Grey als Divina Saunders und 1981 als Maggie in Die Katze auf dem heißen Blechdach von Tennessee Williams mit William Shatner als Schauspieler und Regisseur in Los Angeles. Sie spielte den Eastern Seaboard Circuit mit den Stücken The Tender Trap und in Tennessee Williams’ Zeit der Anpassung (Period of Adjustment). Lafferty war in der Rolle der Portia in Richard Greenbergs Schauspiel The Author’s Voice am Stella Adler Theatre in Los Angeles zu sehen. Sie war 1991 zusammen mit ihrem damaligen Ehemann William Shatner mit dem Stück Love Letters auf Tournee.
Sie spielte in Vivien: The Movie, The Marriage, The Madness, einem von ihr produzierten Kurzfilm, in dem sie als Autorin, Regisseurin und Hauptdarstellerin aktiv war. Durch diesen Film entstand die Idee zu einem Theaterstück über Vivien Leigh, Vivien Leigh: The Last Press Conference, ein Einpersonenstück, welches Lafferty selbst schrieb. Die Uraufführung fand im Sommer 1997 am Drummond Theatre in Edinburgh im Rahmen des Edinburgh International Fringe Festival statt. 1998 fanden Aufführungen des Stücks am Tiffany Theatre in Los Angeles, am Theatre LaB in Houston und im Herbst 1998 am Scendedock Theatre in Los Angeles statt. Ab Herbst 2000 ging Lafferty mit dem Stück auch auf Tournee.
2001 gastierte Lafferty in London. Die Aufführung in London wurde auch in der New York Times besprochen. 2004 trat sie mit dem Stück an den Off-Broadway-59E59 Theaters in New York City auf. 2007 gastierte sie mit Vivien in der Spindletop Hall in Lexington. Das Stück wurde auch in Europa, unter anderem in Paris und Rom, aufgeführt und von anderen Schauspielerinnen nachgespielt. Am Teatro Eliseo in Rom übernahm im April 2010 Catherine Spaak die Rolle der Vivien Leigh. Weitere Aufführungen fanden unter anderem in Grenoble statt. Die Hauptrolle spielte dort Caroline Silhol.
Lafferty übernahm auch Rollen im Film und im Fernsehen. Lafferty hatte 1971 ihre erste Rolle in einem Fernsehfilm. In Paper Man wirkte sie an der Seite von Dean Stockwell und Stefanie Powers mit. Noch im selben Jahr war sie in einer Episode von The Bold Ones: The New Doctors in der Rolle der Janice zu sehen. 1973 war sie in den Komödien Stat! als Dolores Payne und in Coffee, Tea or Me? dabei. Sie spielte 1974 mit William Shatner und Ruth Roman in Impulse mit. Im gleichen Jahr spielte sie in Tell Me Where It Hurts
an der Seite von Paul Sorvino und Maureen Stapleton mit. In Die Küste der Ganoven wirkte sie erneut gemeinsam mit William Shatner mit. In Barnaby Jones spielte sie in einer Episode in der Rolle der Connie mit. Lafferty war in dem Horrorfilm Mörderspinnen abermals an der Seite ihres damaligen Ehemannes Shatner zu sehen. Dort stellte sie seine Schwägerin dar, die den Spinnentieren zum Opfer fällt. 1977 spielte sie in einer Episode von Big Hawaii die Rolle der Susan Barlow. In Todesflug 401 war sie zusammen mit Shatner, Adrienne Barbeau, Artie Shaw und Brooke Bundy zu sehen. Gemeinsam mit Shatner wirkte sie an Star Trek: Der Film mit, wo sie die Rolle der Chief DiFalco spielte.
In Invasion aus dem Weltall spielte sie 1979 an der Seite von Jim Davis und Christopher Mitchum und wurde für ihre Darstellung 1980 als Beste Nebendarstellerin für einen Saturn Award nominiert. Eine kleinere Rolle hatte sie in Die unglaubliche Reise in einem verrückten Raumschiff, in dem auch Shatner, Robert Hays, Sonny Bono und Lloyd Bridges mitspielten. Außerdem war sie zwischen 1982 und 1986 in mehreren Episoden der Krimiserie T. J. Hooker in verschiedenen Rollen zu sehen. Sie hatte 1983 einen Gastauftritt in Fantasy Island an der Seite von Ricardo Montalbán. 1984 wirkte sie in Mike Hammer in der Rolle der Rhonda Rondale zusammen mit Anthony De Longis mit. Nach einer längeren Filmpause war sie 1994 in Rave Review an der Seite von Ed Begley junior und Joe Spano zu sehen. In der Komödie Die Stunde der Teufelinnen spielte sie die Rolle der Sonya Napier.
Sie trat dreimal in der Gameshow Tattletales auf. 1984 wirkte sie beim Circus of the Stars mit.

## Familie
Lafferty heiratete am 20. Oktober 1973 William Shatner. Sie trennten sich 1994 und ließen sich 1996 scheiden. Lafferty heiratete später Elliot King, einen international tätigen Hair-Stylisten. Lafferty und ihr Mann züchten preisgekrönte American Saddlebred-Showpferde auf ihrer Farm in Lexington, Kentucky. Sie leben in Lexington und Los Angeles.

## Filmografie (Auswahl)
- 1971: Paper Man (Fernsehfilm)
- 1971: The Bold Ones: The New Doctors (Fernsehserie, eine Folge)
- 1973: Stat! (Fernsehfilm)
- 1973: Coffee, Tea or Me? (Fernsehfilm)
- 1974: Impulse
- 1974: Tell Me Where It Hurts (Fernsehfilm)
- 1975: Die Küste der Ganoven (Barbary Coast, Fernsehserie, eine Folge)
- 1976: Barnaby Jones (Fernsehserie, eine Folge)
- 1977: Mörderspinnen (Kingdom of the Spiders)
- 1977: Big Hawaii (Fernsehserie, eine Folge)
- 1978: Todesflug 401 (Crash)
- 1979: Star Trek: Der Film (Star Trek: The Motion Picture)
- 1979: Invasion aus dem Weltall (The Day Time Ended)
- 1982: Die unglaubliche Reise in einem verrückten Raumschiff (Airplane II: The Sequel)
- 1982–1986: T. J. Hooker (Fernsehserie, vier Folgen)
- 1983: Fantasy Island (Fernsehserie, eine Folge)
- 1984: Mike Hammer (Mickey Spillane’s Mike Hammer, Fernsehserie, eine Folge)
- 1994: Rave Review
- 1996: Die Stunde der Teufelinnen (Wedding Bell Blues)

## Veröffentlichungen
- Vivien Leigh: The Last Press Conference, Dramatists Play Service, Incorporated, ISBN 978-0-8222-2388-7